# ريكاردو داريو بلانكو
ريكاردو داريو بلانكو (بالإسبانية: Ricardo Darío Blanco)‏ هو لاعب كرة قدم أرجنتيني، ولد في 20 يونيو 1990 في مار دل بلاتا في الأرجنتين. لعب مع ديبورتيفو آرمينيو.

## وصلات خارجية
- ريكاردو داريو بلانكو على موقع قاعدة بيانات كرة القدم.إي يو (الإنجليزية)
- ريكاردو داريو بلانكو على موقع Soccerway.com (الإنجليزية)